# Rembrandtstraße 13

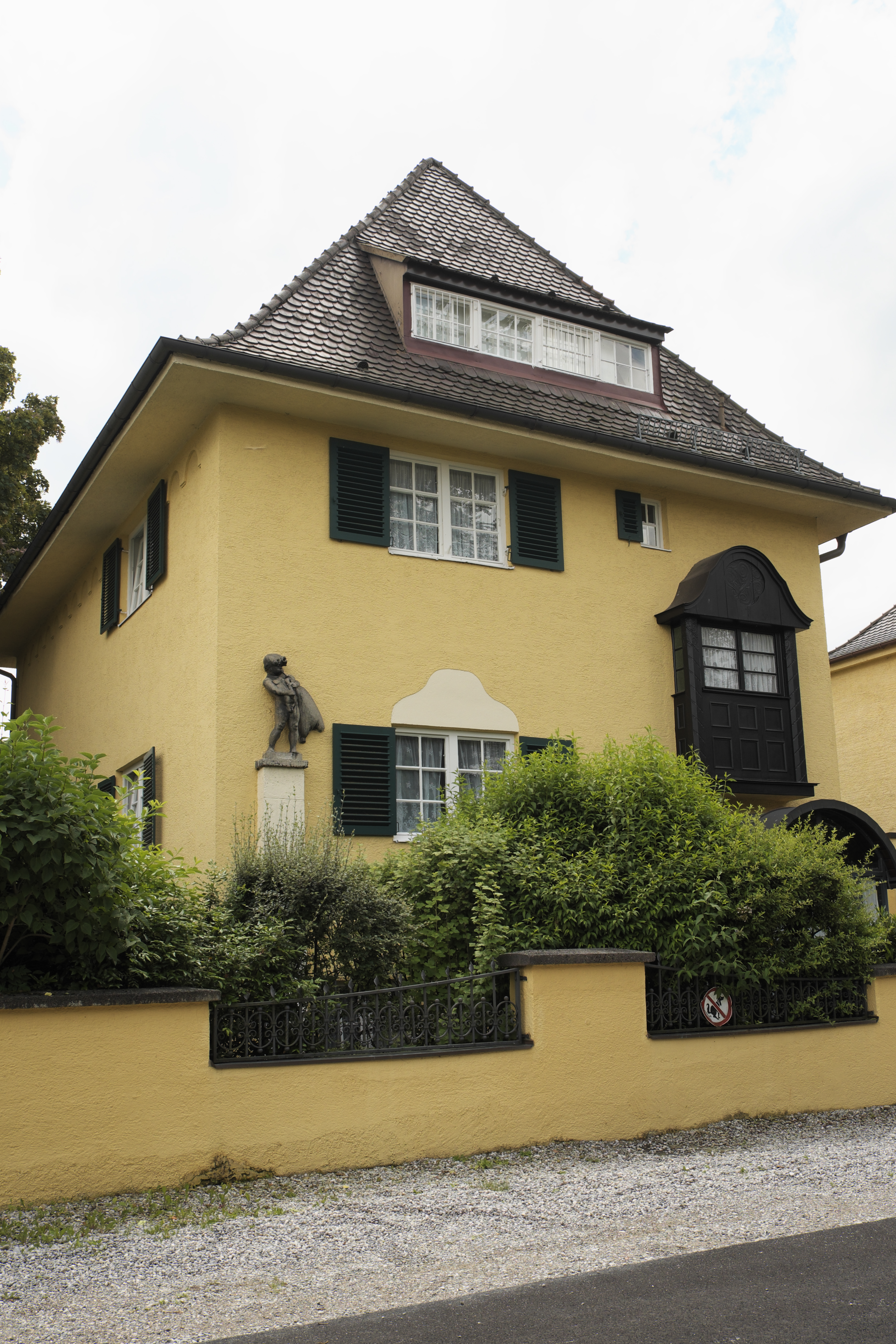
Haus Rembrandtstraße 13 in Pasing

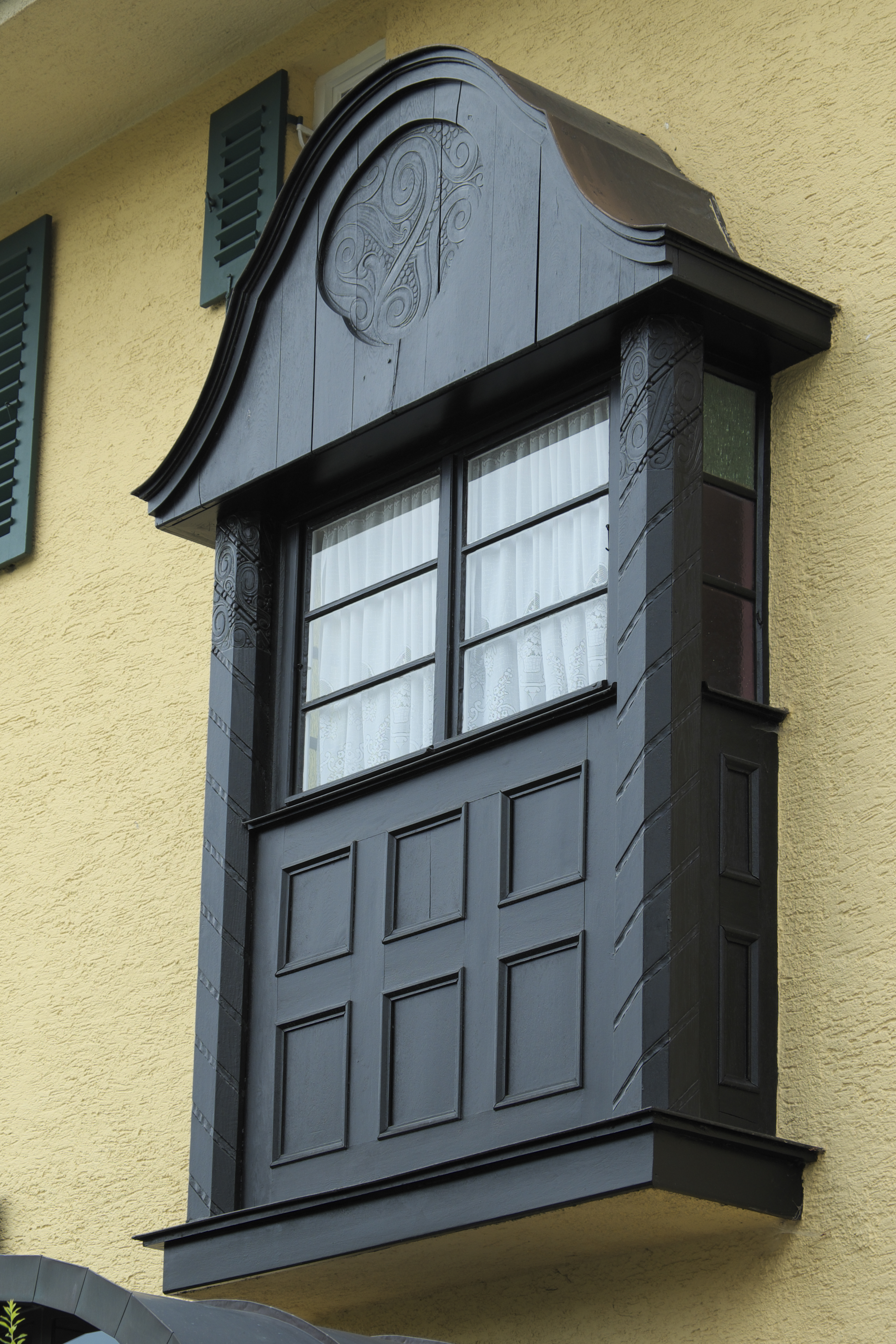
Erker

Das Wohnhaus Rembrandtstraße 13 im Stadtteil Pasing der bayerischen Landeshauptstadt München wurde 1911 errichtet. Die  Villa an der Rembrandtstraße, die zur Villenkolonie Pasing II gehört, ist ein geschütztes Baudenkmal.
Die zweigeschossige Villa im historisierenden Stil wurde vom Architekten Bernhard Borst erbaut. Der Erker, die Form ist typisch für Bernhard Borst, über dem Eingang markiert das Treppenhaus. 